# Батищев, Степан Петрович
Степан Петрович Бати́щев (7 апреля 1902 — 16 ноября 1969) — советский философ
, плехановед. Доктор философских наук, профессор. Член КПСС с 1925 года, заведующий кафедрой философии в Московском институте народного хозяйства с 1946 года.
Автор работ по проблемам марксистской философии. Публиковался в журналах «Вопросы философии»), «Советская наука»), «Большевик», один из авторов учебника «Краткий очерк истории философии».
Родился в семье тамбовского крестьянина.
До 1938 года работал в КГПИ (с 1932 года — завкафедрой).
С 1943 года в Москве, коллега по отделу агитации и пропаганды ЦК ВКП(б) будущих академиков Константинова, Федосеева, Еголина под началом академика Александрова. Один из авторов Большой советской энциклопедии, в которой в 1940 году была опубликована его статья о Плеханове. В 1946 году, почувствовав интерес Сталина к Плеханову, Александров велел Батищеву опубликовать статью о Плеханове в журнале «Большевик». Статья была недостаточно критическая, и Сталину не понравилась, после чего Батищев был уволен и перешёл на работу в МИНХ имени Плеханова. Опала Батищева сказалась и на положении его семьи. В 1960-е годы — персональный пенсионер.
Похоронен на Новодевичьем кладбище в Москве (Новая территория, колумбарий, 133 секция). Некролог опубликовала «Московская правда».
Сын — Генрих Степанович Батищев — также видный советский философ.